# Sleepy Hollow (California)
Sleepy Hollow è un census-designated place (CDP) degli Stati Uniti d'America, situato nello stato della California, nella contea di Marin.